# María Guadalupe Sánchez
María Guadalupe Sánchez (María Guadalupe Sánchez Gómez; * 3. Januar 1977 in Mexiko-Stadt) ist eine ehemalige mexikanische Geherin.
Bei den Leichtathletik-Weltmeisterschaften 1999 in Sevilla kam sie im 20-km-Gehen auf den 25. Platz.
Im darauffolgenden Jahr wurde sie Fünfte bei den Olympischen Spielen in Sydney, und bei den Weltmeisterschaften 2001 in Edmonton wurde sie Neunte.

## Persönliche Bestzeiten
- 10 km: 43:27 min, 8. Mai 1999, Eisenhüttenstadt
- 20 km: 1:30:49 h, 6. Mai 2000, Vallensbæk